# 스테파니아 리베라카키스
스테파니아 리베라카키스(그리스어: Στεφανία Λυμπερακάκη, 2002년 12월 17일 ~ )는 그리스계 네덜란드의 가수, 배우, 성우, 유튜버로, 짧게 스테파니아(Stefania)로 잘 알려져 있다.
유로비전 송 콘테스트 2020 그리스 대표 참가자로, 참가곡은 "Supergirl"이다. 하지만 코로나19 범유행으로 인해 대회가 취소되면서 참가가 무산되었지만, 다음 해 대회에 그리스 대표로 참가하였다. 이전에는 2016 주니어 유로비전 송 콘테스트에 네덜란드 대표 참가 걸 그룹 키세스(Kisses)의 한 멤버로서 참가한 이력이 있다.